# Leucauge synthetica
Leucauge synthetica este o specie de păianjeni din genul Leucauge, familia Tetragnathidae, descrisă de Chamberlin și Ivie, 1936.
Este endemică în Panama. Conform Catalogue of Life specia Leucauge synthetica nu are subspecii cunoscute.